# Зембицкий, Франц Карлович
Франц Карлович Зембицкий (1849 — 1913, Судак, Таврическая губерния) — российский врач. Статский советник. Доктор медицины (1886).

## Биография
Родился в 1849 году. Поляк по происхождению и католик по вероисповеданию. Происходил из податного сословия.
Получил врачебную специальность в Императорском университете Святого Владимира в Киеве, который окончил в 1876 году. Врачебную деятельность начал в Курской губернии. В 1878 году во время русско-турецкой войны был прикомандирован к 6-й резервной Артиллерийской бригаде, где имел должность младшего врача. Вскоре был направлен в Смоленскую губернию на должность уездного врача.
В феврале 1884 года получил возможность годового обучения в Императорской Военно-медицинской академии в Санкт-Петербурге. За это время стал сверхштатным младшим чиновником при Медицинском департаменте МВД. В мае 1886 года в академии защитил диссертацию по теме «Очистка химическим способом воды для питья» и получил степень доктора медицины.
После являлся санитарным врачом в Севастополе. Занимал пост секретаря местного благотворительного общества, дарил книги Морской библиотеке имени М. П. Лазарева. Работал в клинике Доброславина. В 1892 году был направлен в Екатеринославскую губернию для борьбы с холерой. С 1895 по 1899 год работал врачом в Дагестане. В 1900 году (с августа по декабрь) исполнял обязанности участкового врача в Акмолинской области.
30 марта 1901 года был назначен Тобольским губернским врачебным инспектором и работал в этой должности до 1910 года. За время службы ему была назначена льготная добавка к окладу в размере 160 рублей. Принимал участие в борьбе с эпидемиями холеры. Под его руководством были построены несколько новых лечебных учреждений. Летом 1903 года занимался проверками больниц в сельской местности. В 1904 году преподавал в Тобольской женской повивально-фельдшерской школе. Во время русско-японской войны занимался организацией военных госпиталей, за что был награждён знаком Красного Креста. С 1907 по 1909 год возглавлял Тобольское отделение физико-медицинского общества. Кроме того был заместителем председателя Римско-католического благотворительного общества, членом Тобольского управления Общества Красного Креста, где входил в состав ревизионной комиссии.
Жизнь в Сибири подорвала здоровье Франца Зембицкого. Имея 34-летний врачебный стаж ему была назначена пенсия в размере 1620 рублей. На пенсии проживал в Ялте, где также вёл врачебную практику. Скончался в 1913 году в Судаке.

## Награды
- Орден Святой Анны 2-й степени[3]
- Орден Святой Анны 3-й степени[3]
- Орден Святого Станислава 2-й степени[3]
- Орден Святого Станислава 3-й степени[3]
- Знак Красного Креста[3]